# Heraklions internationella flygplats
Heraklions internationella flygplats "Nikos Kazantzakis" (IATA: HER, ICAO: LGIR) (grekiska: Διεθνής Αερολιμένας Ηρακλείου
“Νίκος Καζαντζάκης”) är den största flygplatsen på den grekiska ön Kreta och även den näst största i Grekland, efter Aten-Elefthérios Venizélos internationella flygplats. År 2016 trafikerades flygplatsen av 6 865 681 passagerare.
Den ligger omkring 5 km från Heraklions centrum. Flygplatsen är namngiven efter den grekiska författaren och filosofen Nikos Kazantzakis.